# Иона (Орлов)
Архиепи́скоп Ио́на (в миру Михаи́л Семёнович Орло́в; 12 (24) сентября 1865, село Булыгино, Кирсановский уезд, Тамбовская губерния — 27 мая 1945, Воронеж) — епископ Русской православной церкви, архиепископ Воронежский и Острогожский.

## Биография

### До революции
Родился 12 сентября 1865 года в селе Булыгине Кирсановского уезда Тамбовской губернии в семье священника.
В 1881 году окончил 2-е Тамбовское духовное училище. В 1888 году окончил Тамбовскую духовную семинарию.
С сентября 1888 года служил псаломщиком Кадомского женского монастыря Тамбовской епархии.
24 февраля 1889 года хиротонисан во диакона и назначен в клир Богородицкой церкви села Соколово Кирсановского уезда Тамбовской губернии.
В октябре того же года перешёл в клир Астраханской епархии и назначен клириком храма слободы Николаевской Царёвского уезда Астраханской губернии, был учителем местной церковноприходской школы.
8 сентября 1891 года хиротонисан во пресвитера к Казанской церкви села Солодовники Черноярского уезда Астраханской губернии и стал окружным противосектантским миссионером второго участка Астраханской епархии.
24 ноября 1893 года награждён набедренником.
24 октября 1895 года назначен астраханским епархиальным миссионером Второго участка.
С 1899 по 1922 год служил в городе Омске и нёс послушания председателя Омского епархиального миссионерского совета, члена Омской духовной консистории, члена епархиального училищного совета.

### В обновленчестве
В 1922 году уклонился в обновленческий раскол, примкнув к Сибирской группе «Живой Церкви».
Будучи в браке, 11 марта 1923 года в Новониколаевске хиротонисан во епископа Читинского и Забайкальского обновленческими архиереями во главе с митрополитом Петром Блиновым. По прибытии 25 марта в Читу власти передали ему кафедральный Александро-Невский собор. В том же году возведён в сан архиепископа.
9 ноября того же года был назначен председателем Дальневосточного церковного управления. Под его руководством обновленцы к лету 1924 года захватили все православные храмы Читы. Однако после назначения Патриархом Тихоном находившегося в Чите Охотского епископа Даниила (Шерстенникова) управляющим Читинской и Забайкальской епархией началось возвращение приходов в Патриаршую Церковь.
5 октября 1926 года уволен на покой с правом жительства в Москве, однако уже в октябре назначен обновленческим архиепископом Архангельским и Холмогорским.
25 ноября 1927 года назначен обновленческим архиепископом Челябинским и Приуральским.
29 ноября 1929 года назначен временным управляющим Ишимской обновленческой епархией.
В 1930 году назначен обновленческим архиепископом Бакинским и Закавказским, председателем Закавказского митрополичьего церковного управления, с кафедрой в Рождество-Богородицкой церкви города Баку.
2 июня 1931 года возведён обновленцами в сан митрополита.
Согласно некоторым источникам, входил в состав «комиссии по изысканию средств борьбы против староцерковничества», учреждённой Ленинградским обновленческим митрополитом Николаем Платоновым и возглавляемой Александром Введенским.
29 декабря 1934 года назначен обновленческим митрополитом Казахстанским с кафедрой в переведен в Алма-Ате и председателем Казахстанского митрополичьего церковного управления.
24 ноября 1936 года, согласно прошению, уволен за штат. Проживал в Тамбове, у сына на иждивении.

### В Русской православной церкви
10 марта 1944 года принёс покаяние Патриарху Сергию, после чего воссоединён им с Русской Православной Церковью в сане протоиерея как клирик Тамбовской епархии. Был определён к архиерейскому служению, отказался от первого назначения на Пензенскую кафедру.
17 марта избран епископом Воронежским и Задонским. 18 марта 1944 года епископом Дмитровским Иларием (Ильиным) пострижен в монашество с именем Иона. В тот же день в зале заседаний Московской Патриархии был наречён во епископа Воронежского и Задонского.
19 марта в Московском Богоявленском кафедральном соборе состоялась его епископская хиротония, которую совершили Патриарх Сергий, митрополит Крутицкий и Коломенский Николай (Ярушевич), епископ Курский и Белгородский Питирим (Свиридов) и епископ Дмитровский Иларий (Ильин).
9 апреля 1944 года прибыл в город Воронеж. Служение епископа Ионы на Воронежской кафедре выпало на последний год Великой Отечественной войны. По праздникам в храмах проводился тарелочный сбор на нужды обороны и помощь раненым. Кроме этого, во многих храмах делались в пользу государства отчисления из общих церковных сборов.
Одним из первых его дел стала организация благочиннических округов. К концу 1944 года епархия была разделена на 6 благочиний: Алексеевское (30 храмов), Борисоглебское (3 храма), Воронежское (8 храмов), Землянское (10 храмов), Острогожское (18 храмов) и Россошанское (14 храмов). Епархия располагала 94 храмами и 10 молитвенными домами, 39 храмов требовали капитального ремонта, 6 — восстановления, полный комплект богослужебных книг имелся лишь в 19 церквах. 26 из 85 районов Воронежской области не имели действующих храмов, основная часть приходов находилась в крупных городах и на юго-западе области, бывшей в оккупации. Епископ Иона, обращаясь к властям, просил разрешения на увеличение числа действующих церквей до количества, способного удовлетворить запросы верующих.
В феврале 1945 года возведён в сан архиепископа.
После Победы над Германией «отчислялись церковные средства на залечивание ран, нанесённых войной». Всего было передано государству Воронежской епархией более 400 тысяч рублей.
Скончался 27 мая 1945 года. 30 мая состоялось его отпевание, которое возглавил архиепископ Курский и Белгородский Питирим (Свиридов). Погребен у Никольского храма города Воронежа, являвшимся в то время кафедральным собором.